# Eucera gracilipes
Eucera gracilipes är en biart som beskrevs av Pérez 1895. Eucera gracilipes ingår i släktet långhornsbin, och familjen långtungebin. Inga underarter finns listade i Catalogue of Life.